# هرمان پیشا
هرمان پیشا (انگلیسی: Hermann Picha؛ ۲۰ مارس ۱۸۶۵ – ۷ ژوئن ۱۹۳۶) یک هنرپیشه اهل آلمان بود.
از فیلم‌ها یا برنامه‌های تلویزیونی که وی در آن نقش داشته است می‌توان به تارتوف، سرنوشت، ترس، پاپریکا، والس دانوب، آدم و حوا اشاره کرد.